# Crush the window
「Crush the window」（クラッシュ・ザ・ウィンドウ）はDragon Ashの14枚目のシングル。2005年（平成17年）6月1日発売。発売元はMOB SQUAD。

## 解説
- 前作「Shade」から10ヶ月ぶりの発売。
- 「Shade」、それ以前の『HARVEST』では共有を度外視、Kj自身の求める音楽を作曲したが本作はファンとの共有をテーマに作られた。
- 2023年発売のトリビュートアルバムでは04 Limited Sazabysがカバー。

## 収録曲
作詞：Kj　作曲・編曲：Dragon Ash（特記以外）
1. crush the window
2. resound feat.HIDE,136
  - 作詞:Kj, HIDE
3. soldier

## 収録アルバム
＃1
- 『Río de Emoción』（2005年9月7日）
- 『The Best of Dragon Ash with Changes Vol.2』（2007年9月5日）

＃2
- 『Río de Emoción』（2005年9月7日）
- 『LOUD & PEACE』（2012年8月22日）